# Pakość
Pakość (udtale: [ˈpakɔɕt͡ɕ] tysk: Pakosch) er en by i det nordlige, centrale Polen, i voivodskabet Kujawsko-pomorskie og har 5.329(2021) indbyggere, og et areal på 	3,46 km². Den er en del af powiat Inowrocław, og ligger i den historiske region Kujavia.
Byen er det vigtigste knudepunkt for handel og tjenesteydelser i området. Her er mindre industri, og byen er et vigtigt kommunikations- og transportknudepunkt.

## Galleri
- Korskirken
- Monument for Den polske opstand (1918–1919)
- Kapellet for Marias himmelfart
- Veronica kapel
- Herodes' palads kapel